# Ruda Kozielska
Ruda Kozielska (niem. Klein Rauden) – wieś w Polsce położona w województwie śląskim, w powiecie raciborskim, w gminie Kuźnia Raciborska.
W latach 1975–1998 miejscowość administracyjnie należała do województwa katowickiego.

## Nazwa
W alfabetycznym spisie miejscowości z terenu Śląska wydanym w 1830 roku we Wrocławiu przez Johanna Knie miejscowość występuje pod obecnie używaną polską nazwą Kozelska Ruda oraz zgermanizowaną Klein Rauden.